# Ястржембский, Владимир Антонович
Влади́мир Анто́нович Ястрже́мбский (рус. дореф. Владиміръ Антоновичъ Ястржембскій; 1866, Александрия, Херсонская губерния, Российская империя — не ранее 1927) — российский и советский правовед, специалист в области международного права. Магистр права (1908), профессор.
Последний заведующий кафедрой международного права юридического факультета Императорского Харьковского университета. После Октябрьской революции и до середины 1920-х оставался в Харькове, где преподавал на юридическом факультете Харьковского института народного хозяйства, который был создан на основе юрфака Харьковского университета. Наибольшую известность получил как автор труда «О капитуляциях в Оттоманской империи».

## Биография
Владимир Ястржембский родился в городе Александрия Херсонской губернии Российской империи (ныне Кировоградская область Украины) в 1866 году. Среднее образование получил во второй гимназии города Харькова. В 1886 году Владимир поступил на филологический факультет Императорского Харьковского университета. Однако на этом факультете он проучился всего полмесяца, а затем перевёлся на юридический факультет этого же университета.
Учась на юридическом факультете Ястржембский написал работу, в которой рассматривал право войны и за которую в 1890 году был удостоен премии имени профессора Дмитрия Ивановича Каченовского. В своей автобиографии Ястржембский говорил, что работа имела название «О праве войны» (рус. дореф. «О правѣ войны»), при этом в очерке к 100-летию юрфака Харьковского университета работа названа «Военное международное право в русско-турецкую войну 1877—78 гг.» (рус. дореф. «Военное международное право въ русско-турецкую войну 1877—78 г.»). Исследователь истории международного права Юлия Дмитриева писала, что работа называлась — «Военное международное право во время русско-турецкой войны 1877—1878 гг.». Ястржембский вошёл в группу студентов, которая занималась переводом учебника Карла Майнца по истории римского права. Этот учебник был издан в 1889 году под редакцией профессора Харьковского университета Андрея Стоянова.
Отучившись на юридическом факультете восемь семестров, в 1890 году он окончил юридический факультет Харьковского университета, но лишь в мае и сентябре 1891 года ему удалось сдать выпускные экзамены. Спустя ещё год от имени юридического факультета Харьковского университета и по рекомендации профессора Всеволода Даневского было направлено ходатайство об оставлении Владимира Ястржембского работать на кафедре международного права. Однако, в аттестате у Владимира была низкая оценка по дисциплине «древние языки», что являлось формальной преградой для дальнейшей работы в университете. Учитывая это юридический факультет указывал, что Ястржембский «достаточно» знает иностранные языки и имеет «отличные» оценки по основным дисциплинам. На рассмотрение ходатайства в Министерстве народного посвящения Российской империи ушло полтора года. 1 января 1894 года ходатайство было удовлетворено.
Весной 1895 года Ястржембский успешно сдал магистерские экзамены и был назначен приват-доцентом. Тогда же от имени юридического факультета было подано ещё одно ходатайство в Министерство народного просвещения, о назначении Владимира Ястржембского, который ещё не имел магистерской степени, читать обязательную дисциплину «международное право». Однако в ведомстве решили назначить на это место магистра Михаила Догеля. В результате, в 1895/96 учебном году Ястржембский читал параллельный обязательный курс международного права. В декабре 1895 году юрфак ещё раз ходатайствовал перед министерством, на этот раз об отправке Ястржембского в заграничную командировку, но ходатайство было отклонено. Через полгода юридический факультет повторил своё ходатайство от отправке Владимира Ястржембского в загранкомандировку и на этот раз оно было удовлетворено и командировка была назначена на начало 1897 года. Первый семестр учебного 1896/97 года он читал частный курс «история международных сношений», а в январе 1897 года началась его заграничная командировка.
В начале января 1899 года окончилась командировка Ястржембского и он вернулся в Харьковский университет. К тому времени профессор кафедры международного права Михаил Таубе, который читал обязательный курс международного права, ушёл из Харьковского университета. В связи с этим Владимир Антонович был приглашён юридическим факультетом на место Таубе — читать обязательный курс международного права. Однако, из Министерства народного просвещения на это место был направлен учёный из Москвы Владимир Уляницкий и Ястржембский на протяжении двух следующих лет продолжал читать параллельный обязательный курс международного права. Только после того как в 1901 году Уляницкий перевёлся в Томский университет, Ястржембский был назначен читать обязательный курс международного права. В тот же период он вместе с Николаем Куплеваским руководил подготовкой к дальнейшей университетской работе Александра Алексеева. Кроме того, Ястржембский выступал в качестве рецензента и оппонента по докторской диссертации Михаила Догеля на тему «О военном занятии» (рус. дореф. «О военномъ занятіи»).
Владимир Ястржембский возглавлял кафедру международного права Императорского Харьковского университета, однако точный период его пребывания во главе кафедры неизвестен. Юлия Дмитриева пишет, что он возглавил кафедру после возвращения из зарубежной командировки. Другой исследователь учёный-правовед Константин Савчук указывал, что в 1901 году Ястржембский «занял кафедру международного права в звании приват-доцента». В книге, посвящённой 210-летию Национального юридического университета имени Ярослава Мудрого (правопреемник Императорского Харьковского университета), без указания конкретных дат говорится, что Владимир Ястржембский был последним заведующим кафедрой в дореволюционный период. 23 апреля 1908 года в Киевском университете В. А. Ястржембский защитил магистерскую диссертацию по теме «О капитуляциях в Оттоманской империи». Его официальными оппонентами на защите данной работы были профессор Оттон Эйхельман и приват-доцент Александр Жилин.
В том же году он принял участие в написании биографического словаря для книги «Юридический факультет Харьковского университета за первые сто лет его существования» (рус. дореф. «Юридическій факультетъ Харьковскаго университета за первыя сто лѣтъ его существованія (1805 — 1905)»). По оценке исследовательницы Т. Г. Павловой, статья Ястржембского о профессоре Каченовском была одной из трёх статей в словаре, которые можно было назвать научными. 28 мая того же года на заседании юридического факультета Харьковского университета приват-доцент Ястржембский был единогласно избран исполняющим обязанности экстраординарного профессора кафедры международного права. В феврале 1909 года он в числе 98 харьковских общественных деятелей (гласных городской думы, профессоров, домовладельцев, банкиров, представителей торговых фирм, врачей и инженеров) подписал обращение в городскую думу, в котором предлагалось провести трамвайную ветвь вместо улицы Клочковской через Панасовку до Благовещенского базара. В октябре 1911 года Ястржембский вместе с профессором Владиславом Бузескулом был направлен от Харьковского университета на празднование 75-летия Афинского университета и съезд ориенталистов. 31 декабря того же года Владимир Ястржембский как экстраординарный профессор Харьковского университета был удостоен ордена Святой Анны III степени. В марте 1914 года он вместе с Александром Алексеевым выступил в качестве официального оппонента на защите диссертации профессора Киевского университета Петра Богаевского по теме «Красный Крест в развитии международного права» (рус. дореф. «Красный Крестъ въ развитіи международнаго права»).
После Октябрьской революции многие учёные, специализировавшиеся в международном праве, покинули территорию бывшей Российской империи. Однако Ястржембский остался в Харькове. В 1919 году был закрыт Харьковский университет, а в 1920 году на базе юридического факультета был создан Институт народного хозяйства, при котором был учреждён правовой факультет. Первыми преподавателями этого вуза стали учёные Харьковского университета, среди которых был и профессор Ястржембский. О его работе в тот период известно лишь то, что он до 1926 года преподавал международное право. Дальнейшая судьба профессора неизвестна. Источники сходятся во мнении, что он скончался после 1927 года.

## Публикации
В третьем номере журнала Министерства народного просвещения за 1895 год была опубликована рецензия Владимира Ястржембского на книгу его коллеги Михаила Догеля «Юридическое положение личности во время сухопутной войны. Комбатанты». В 1905 году под заглавием «Д. И. Каченовский, как учёный и преподаватель» на двадцати страницах была опубликована речь Ястржембского произнесённая 22 ноября 1903 года во время торжественного заседания Юридического Общества при Императорском Харьковском университете. В том же году в Харькове была издана его авторская книга «О капитуляциях в Оттоманской империи».
Работа, посвящённая капитуляциям Османской империи, считается наиболее важной в деятельности профессора Ястржембского и называется современными учёными фундаментальной. В своей работе Владимир Антонович сосредоточился на исследовании причин возникновения режима капитуляций Османской империи европейским государствам, разработал систему периодизации капитуляций Османской империи и проанализировал их основные закономерности. Кроме того, в этом же исследовании был изучен правовой статус иностранцев и дипломатических миссий на территории Османской империи, а также роль дипломатических миссий при возникновении юридический (в области уголовного, гражданского и торгового права) споров у подданных их государств в Османской империи.
В 1924 году в 16-м номере журнала «Вестник советской юстиции» была издана статья В. А. Ястржембского «Лига Наций». Данная работа является единственной известной публикацией профессора после Октябрьской революции.
Современные учёные-правоведы относят профессора Ястржембского к представителям дореволюционного периода харьковской школы международного права и ставят его в один ряд с профессорами Тихоном Степановым, Дмитрием Каченовским, Андреем Стояновым и Всеволодом Даневским.